# Leteh
Leteh is een bestuurslaag in het regentschap Rembang van de provincie Midden-Java, Indonesië. Leteh telt 5001 inwoners (volkstelling 2010).